# 陈美娟
陈美娟（1934年—2007年12月19日），中国浙江平阳（今浙江苍南）人。和剧表演艺术家，获誉为和剧“救命旦”。1960年获评为全国先进工作者。

## 生平
1934年，陈美娟生于浙江省平阳县宜山镇（今划归苍南县）。九岁被送入和调戏班“胜福连”，认丑角演员金碎友为继父。当时和调为挽救衰落局面，改革过去旦角由男性扮演的陈规，开始吸收女演员。陈美娟即为和剧历史上第一代女性旦角演员，拜庄碎坤、刘碎苟等人为师，宗青衣、花旦。她饰演《二度梅》中的陈杏元，获观众交口称赞，令戏班重兴，因此获得了“救命旦”的美誉。:63,73,110-111:569
1949年后，民间和调戏班合并重组为地方剧团。1954年8月，浙江省首届戏曲会演上，和剧传统剧目《断桥》受到好评。扮演白素贞的陈美娟获得表演二等奖。10月，《断桥》参加在上海举办的华东首届戏曲观摩会演，起初只作展览演出、不参与评奖，但演出后，专家、学者反响强烈，观众掌声雷动，遂临时改为正式会演剧目。陈美娟凭借此剧荣获表演一等奖。梅兰芳、田汉、周信芳等人专程前去看望陈美娟，梅兰芳盛赞“你演的《断桥》比我演的好”。:569:64
由于温州方言中“和”“婺”两字音近，平阳人民和剧团一度改名为平阳人民婺剧团。1955年初，陈美娟被抽调到新成立的浙江省婺剧团。然而，和剧与婺剧实际上相差甚远，陈美娟一度无戏可演。尽管如此，她仍毫无保留地将剧目《断桥》及特技“蛇步”传授给了婺剧团。《断桥》后成为婺剧的代表剧目，1962年进京演出后获周恩来称赞，有“天下第一桥”之称。:55
而在平阳方面，原剧团失去“救命旦”后票房大衰，生活艰苦。经老艺人们再三申诉，陈美娟终于在半年后回到原剧团，在随后的一年间在各处演出了500多场。1956年，任剧团副团长。1957年8月，浙江省第二届戏曲观摩演出会演上，陈美娟在《梨花斩子》中饰演樊梨花，在《双金印》中饰演张美英，荣获表演一等奖。会后，剧团正式获批准，复名为平阳县和剧团。1958年，平阳县和剧团上调为温州地区和剧团，陈美娟出任团长。1959年加入中国共产党。1960年赴北京参加“全国文教群英会”，获全国先进工作者称号。:65,71,86:816
1966年文化大革命开始后，剧团陷入停滞。文革结束后，1977年，温州和剧团与温州瓯剧团合并。1980年，经陈美娟通过政协会议提案，温州和剧团恢复独立。当年她在温州剧院演出和剧《混天珠》，连演三个月，场场爆满。1983年陈美娟退休。1988年，温州和剧团被撤销，原有人员并入温州瓯剧团。:66
1994年，温州文艺界为长江水灾举办赈灾义演，60岁的陈美娟复出，登台献演《断桥》。此后她在家养病，直至2007年去世。

## 饰演角色
陈美娟饰演过的戏曲角色主要有:63,71：
| 类型   | 剧目           | 角色   |
| ------ | -------------- | ------ |
| 传统戏 | 《二度梅》     | 陈杏元 |
| 传统戏 | 《游四门》     | 刁刘氏 |
| 传统戏 | 《白蛇传》     | 白素贞 |
| 传统戏 | 《梨花斩子》   | 樊梨花 |
| 传统戏 | 《双金印》     | 张美英 |
| 传统戏 | 《穆柯寨》     | 穆桂英 |
| 传统戏 | 《宇宙锋》     | 赵艳容 |
| 传统戏 | 《铁弓缘》     | 秀英   |
| 传统戏 | 《混天珠》     | 水明珠 |
| 现代戏 | 《杜鹃山》     | 柯湘   |
| 现代戏 | 《母亲》       | 母亲   |
| 现代戏 | 《社长的女儿》 | 大秀   |
| 现代戏 | 《郑明德》     | 郑明德 |